# Bazzania exempta
Bazzania exempta är en bladmossart som beskrevs av J.J.Engel. Bazzania exempta ingår i släktet revmossor, och familjen Lepidoziaceae. Inga underarter finns listade i Catalogue of Life.